# Hidrogencarbonat
|  | Aquest article tracta sobre el ió bicarbonat. Vegeu-ne altres significats a «bicarbonat de sodi». |

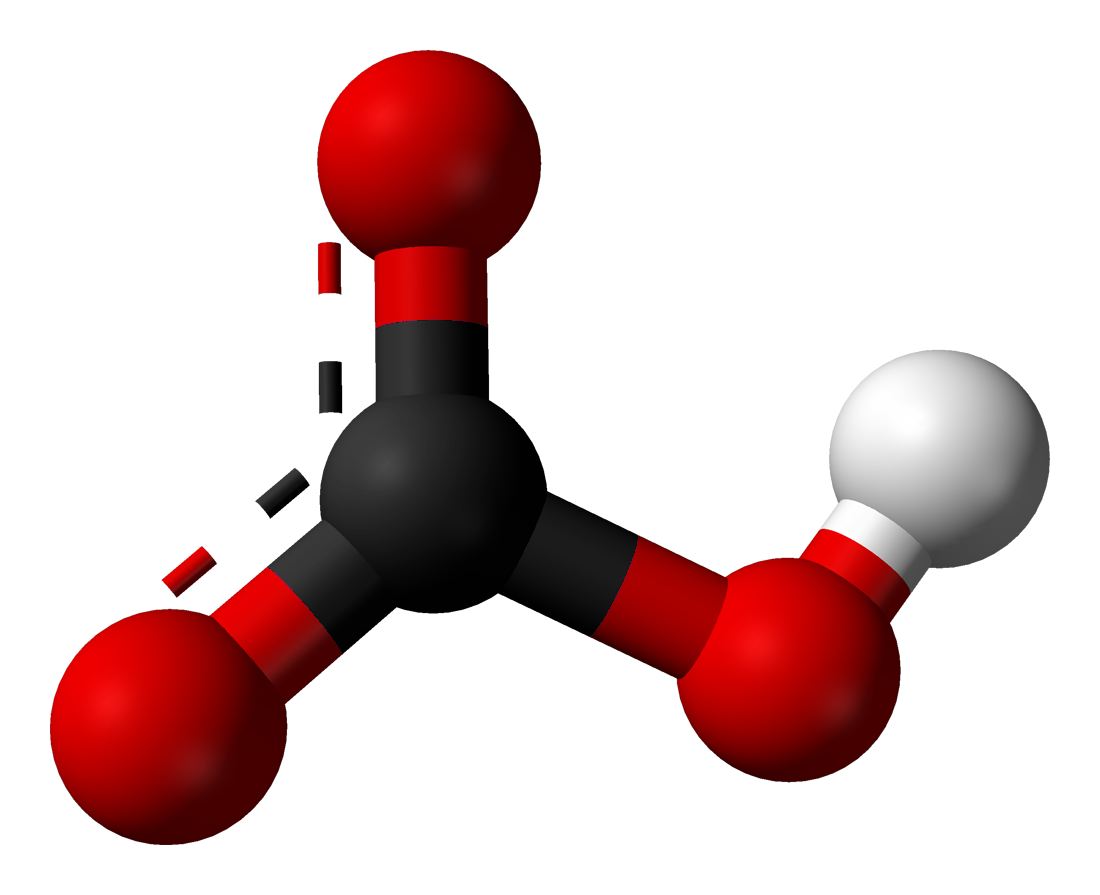
Model de l'anió hidrogencarbonat, HCO₃^{-}

L'hidrogencarbonat (antigament anomenat bicarbonat), és un anió de fórmula {\displaystyle {\ce {HCO3-}}}, intermedi de la desprotonació de l'àcid carbònic, {\displaystyle {\ce {H2CO3}}}.Té un paper biològic crucial en el sistema de regulació del pH fisiològic.